# Kropsholdning
Kropsholdning er kroppens rethed, at ryggen er rank. Holdninger, i overført betydning er, at have hårdnakket/stivnakket meninger, altså meninger som ikke er til diskussion.